# Sananduva
Sananduva é um município brasileiro do estado do Rio Grande do Sul.
Sua população estimada em 2014 era de 16 086 habitantes, distribuídos em 505,12 km² de área.